# 阿迭尔·帕尔马
阿迭尔·帕尔马（西班牙語：Adiel Palma，1970年8月20日—），古巴棒球运动员。他曾代表古巴国家队参加2004年和2008年夏季奥林匹克运动会棒球比赛，获得一枚金牌和一枚银牌。